# Чола (город)
Чола, Чол, Чор, Чога, Джора (агв. 𐕖𐕒𐔽 (čoˁ); удин. Чоъ (Čoˁ), др.-арм. Պահակ Ճորա (Pahak čora), Ճոր (Čor), др.-греч. Tζούρ (Tzoúr)) — древнее поселение, позднее — город, иногда отождествляется с городищем Топрах-кала в районе современного Дербента. Под этим названием в древности также были известны «Ворота Кавказа», «Каспийские ворота» или нынешний «Дербентский проход» — узкая трёхкилометровая береговая полоса, единственный удобный естественный путь для прохода из Предкавказья в Закавказье, использовавшийся кочевниками для вторжений.

Как пишет автор статьи в «Энциклопедическом словаре Брокгауза и Эфрона», 
…в самом узком месте прохода с давних времён было построено укрепление; ещё классические писатели упоминали об Албанских воротах (Pylae albanicae) на западном берегу Каспийского моря; армянские историки говорят о Гуннском проходе или о вратах Джора, Чога или Чола, через которые гунны проникли в Закавказье; нынешний Дербент, надо думать, построен на этом самом месте, что отчасти подтверждается названием. Дербент на лакском языке — Чуруль, а у даргинцев и кайтахцев он известен под именем Чулли; оба эти наименования сходны с армянским Чога или Чола.
С I века н. э. Чола — центр государства расселившихся в прикаспийских областях мазкутов (массагетов); правившая здесь династия Аршакидов примерно в это же время распространила свою власть на Кавказскую Албанию. Область Чола на юге доходила до горы Бешбармаг и включала в свой состав табасаранов (таваспаров), албан, чилбов (сильвов), легов, хачматаков, маскутов, хазар, гуннов и т.д. Считается, что эта административная система древнее раннего средневековья. На севере область Чола доходила до Терек-Аргун-Андийского хребта (Керавнские горы). Существует мнение, что территория между Дербентом и Аргун-Тереком составляла отдельную провинцию и имела своё название и свой административный центр
С середины III века — под властью Сасанидов. После 488 года в период царствование албанского царя Вачагана III Чола окончательно вошла в состав Албанского государства. При сасанидском шахе Хосрове I Ануширване город Чола был перестроен, ещё более укреплён и переименован в Дербент (Узел дорог). При арабах, в составе халифата, он был известен как Баб-аль-Абваб — Главные/Большие ворота.

## Этимология
Агванское слово 𐕖𐕒𐔽 (čoˁ) было предложено с иранским происхождением, связанное с ягнобским чор (čor, "узкое ущелье") в качестве однокоренного.